# Vicent Wenceslau Querol
Pour les articles homonymes, voir Querol (homonymie).
Vicent Wenceslau Querol i Campos, né à Valence le 28 septembre 1837 et mort à Bétera le 24 octobre 1889, est un poète valencien de langues espagnole et catalane rattaché au réalisme.
La plus grande partie de sa production poétique, rédigée surtout en castillan, a été publiée de façon éparses dans diverses publications périodiques (El Miguelete, El Pensamiento de Valencia, La Opinión, Revista de Valencia, Las Provincias, Revista Contemporánea, La Ilustración Española y Americana, etc.), puis rassemblée dans le recueil Rimas (1977).